# Ouzbeks
Cet article concerne le peuple ouzbek. Pour la langue, voir Ouzbek.
Les Ouzbeks sont un peuple turcique d'Asie centrale, vivant principalement en Ouzbékistan  et résidant au pays frontaliers de celui-ci. Ils parlent une langue turcique : l'ouzbek.

## Définition
Les Ouzbeks sont une ethnie d’Asie centrale. Ils sont majoritaires en Ouzbékistan et ils habitent aussi en Afghanistan, au Tadjikistan, au Kirghizistan, au Kazakhstan et au Turkménistan.

## Origine du terme
Les Ouzbeks, jadis connus sous le nom de Sartes, tirent leur nom d'Özbeg (1282-1341), un khan mongol de la Horde d'or qui régna de 1312 à 1341. C'est la dynastie apparentée des Chaybanides, conquérante de l'actuel Ouzbékistan en 1507, qui donna ce nom à leur peuple[réf. nécessaire].

## Distinction entre citoyenneté et nationalité
Dans l'ancienne URSS comme dans les pays qui en sont issus, la citoyenneté ne se confond pas, légalement, avec la nationalité, comme en France. L'origine ethnique est inscrite dans les passeports de ces pays et dans la plupart de documents d'état civil. Le mot Ouzbeks y désigne l'ethnie ouzbèque, que ce soit en Ouzbékistan ou ailleurs : 80 % des Ouzbeks vivent en Ouzbékistan où ils forment 78 % de la population, mais des populations ouzbèques vivent aussi en Afghanistan, au Kirghizistan, au Tadjikistan, au Turkménistan, au Kazakhstan, en Russie et dans la province chinoise du Xinjiang où ils sont officiellement reconnus comme Wūzībiékè zú (« peuple ouzbek » en pinyin). C'est le mot Ouzbékistanais qui désigne l'ensemble des citoyens de l'Ouzbékistan quelle que soit leur origine ; les autres groupes ethniques de l'Ouzbékistan sont constitués de Tadjiks, Russes, Karakalpaks, Kazakhs, Tatars, et diverses minorités déportées ici par Joseph Staline, comme les Meskhètes, les Grecs de Crimée ou les Ouroums[réf. nécessaire].